# Meneleo de Menat
Meneleo o Meneleus (654/660 - c. 720), venerado por la iglesia católica y la iglesia ortodoxa como santo, celebrado el 22 de julio.

## Biografía
Meneleo nació alrededor de 654-660 en Anjou, en el territorio de Précigné, en Parillés, a unos 3,5 km.
Señor poderoso, el nombre de su padre era Amanulfe y su madre Docule. Desde su infancia, Meneleo mostró un carácter muy piadoso. Le encantaba rezar y rezar, especialmente en la capilla Saint-Martin de Précigné. Él eligió dedicarse a Dios. Pero su padre, al ver en él a sus descendientes, lo involucró en la administración de su patrimonio y trató de casarlo. Le encontró una prometida digna de su rango: Sensa, hija de un señor Baronte, que vivía en Nantilly, cerca de Saumur. En la víspera de su boda, Meneleo huyó de Parillés, acompañado por dos jóvenes sirvientes, Savinien y Constance. Los tres fugitivos llegan a Auvernia, se encuentran con un monje llamado Teofredo de Carméri y lo siguen a la Abadía de Carmery, donde permanecen siete años.
Siguiendo una visión, Meneleo decide establecerse en Menat y levantar el antiguo monasterio en ruinas. Meneleo y Savinien tienen tanto éxito en este proyecto que Menat se vuelve próspero. Meneleo es elevado a abad. A su muerte, el 22 de julio de 720, Savinien le sucede.
Un capitel de la iglesia de la Abadía de Menat, ahora transformada en una pila bautismal, representa la leyenda de San Meneleo.

## Culto
Por intervención del marqués de Torcy, las reliquias de los dos santos fueron llevadas a la parroquia en 1712.
- Datos: Q3333230